# Rend és káosz
A Rend és Káosz az amőbajáték egy változata 6×6-os játéktáblán. Stephen Sniderman találta ki és mutatta be 1981-ben a Games folyóiratban. A Rend játékosának a célja, hogy 5 jelet tegyen egy sorba, oszlopba vagy átlóba, legyen az akár X, akár O. Az ellenfél Káosznak pedig a célja, hogy ezt megakadályozza.

## Játékszabályok
A klasszikus társasjátékkal szemben mind a két játékos használhatja mindkét jelet (az X-et és a O-t is). A játék üres táblával kezdődik. A Rend kezd, majd felváltva jönnek. Minden körben a játékos döntésétől függően egy X-et vagy egy O-t tesz tetszőleges, szabad négyzetre. Miután a jelet letették, már nem mozdítható, így a Rend és Káosz játszható toll és papír segítségével.
A Rend célja, hogy 5 jelet tegyen egymás mellé vízszintesen, függőlegesen vagy átlósan, a Káosz célja pedig, hogy úgy töltsék ki a táblát, hogy ez ne történjen meg.

### További szabályok
A Games folyóiratban megjelent eredeti szabályok szerint 6 azonos, egyvonalú jel is nyer. A játéknak erről a változatáról belátták, hogy a Rendnek kedvez. A kitaláló ezután felvetett egy új szabályt, hogy a játék kiegyensúlyozottabb legyen mindkét résztvevő számára: 6 azonos jel nem számít nyertes alakzatnak, pontosan 5 jel szükséges. Az új szabály a Káosz részére új védelmi taktikát kínál a Rend eddigi „kivédhetetlen”, két oldalról nyitott 4 jel egy vonalban alakzatával szemben, hiszen rákényszerítheti, hogy 5 helyett 6 jel legyen egy vonalban, és ekkor nem nyer a Rend. Ugyanakkor a fenti felvetés továbbra is igaz, ez a verzió is a Rend játékosának kedvez.

## Fordítás
Ez a szócikk részben vagy egészben  az   Order and Chaos című angol Wikipédia-szócikk ezen változatának fordításán alapul.  Az eredeti cikk szerkesztőit annak laptörténete sorolja fel. Ez a jelzés csupán a megfogalmazás eredetét és a szerzői jogokat jelzi, nem szolgál a cikkben szereplő információk forrásmegjelöléseként.